# Hermann Zeit
Hermann Joseph Zeit (* 11. März 1925 in Bonn; † 7. August 1988 in Freiburg/Br.) war ein deutscher Sozialarbeiter und maßgebend bundesweit an der Professionalisierung der sozialen Ausbildung beteiligt.

## Biografie und Wirken
Hermann Zeit erblickte als viertes von sieben Kindern des Oberstudiendirektors Dr. Paul Zeit und seiner Ehefrau Anna, geb. Sonntag, in Bonn das Licht der Welt. Nach dem Abitur musste der junge Mann, da er wegen Krankheit nicht zum Wehrdienst einbezogen wurde, einen Ausgleichdienst in der Bonner Großmarkthalle ableisten. Zugleich engagierte er sich noch in der katholischen Jugendarbeit seiner Kirchengemeinde. Für kurze Zeit studierte Zeit Naturwissenschaften und Philosophie, entschied sich aber dann für den Beruf des Wohlfahrtspflegers. Seine Ausbildung absolvierte er am renommierten „Seminar für Wohlfahrtspflege des Deutschen Caritasverbandes“ in Freiburg/Br. Folgend studierte Zeit noch an der Freiburger Universität Psychologie. Einer seiner akademischen Lehrer war der bekannte Tiefenpsychologe Robert Heiß.
Bevor Zeit 1960 zum Leiter der Münchener „Katholischen Wohlfahrtsschule für Männer“ berufen wurde, betätigte er sich u. a. als Dozent am Freiburger „Seminar für Wohlfahrtspflege des Deutschen Caritasverbandes“ sowie zwei Jahre als Tutor und Referent bei der Victor-Gollancz-Stiftung. Außerdem war er von 1956 bis 1959 Geschäftsführer des „Jugendhilfswerks Freiburg e. V.“. München wurde zur Stätte seines Wirkens: Hier gründete er 1966 die konfessionell gebundene „Fachschule für Jugend- und Heimerziehung“ (heute: Katholische Fachakademie für Sozialpädagogik München). Ferner initiierte er die Gründung der katholischen „Höheren Fachschule für Sozialpädagogik in Aufbauform“ mit einer Zweigstelle in Benediktbeuern. Beide Bildungsstätten wurden 1971 in die Katholische Stiftungsfachhochschule München (mit einer Abteilung in Benediktbeuern) überführt. Ihr erster Gründungspräsident war Hermann Zeit, dann bis 1978 gewählter Präsident der Fachhochschule. Bundesweit setzte sich Zeit für die Umwandlung der Wohlfahrtsschulen zuerst in Höhere Fachschulen, dann in Fachhochschulen ein. Demzufolge gehörte er vielen staatlichen und kirchlichen Gremien, Arbeitsgemeinschaften und ständigen Konferenzen an.
Ende des Wintersemesters 1987/88 ging Zeit, aus gesundheitlichen Gründen, in den vorgezogenen Ruhestand. Bis zu diesem Zeitpunkt unterrichtete er als Professor für Psychologie und Soziale Arbeit an der Stiftungsfachhochschule.
Neben seinen anstrengenden beruflichen Verpflichtungen engagierte sich Zeit noch in vielfältiger ehrenamtlicher sozialer Tätigkeit. Er gehörte mehreren sozialen Verbänden und Vereinen an. Dabei galt seine besondere Aufmerksamkeit dem von Adolf Mathes 1950 gegründeten Katholischen Männerfürsorgeverein München e. V. sowie der Diakonatsbewegung, für die er ein Ausbildungskonzept entwickelte.
Hermann Zeit war mit der Sozialarbeiterin Dietlinde Hoffmann, die an der Fachschule für Jugend- und Heimerziehung Praxisberatung gab, verheiratet. Die Ehe blieb kinderlos.

## Ehrungen
Der Augsburger Bischof Josef Stimpfle überreichte ihm 1978 das von Papst Paul VI. verliehene Komturkreuz des Silvesterordens und 1984 wurde Zeit mit dem Verdienstkreuz am Bande der Bundesrepublik Deutschland ausgezeichnet.

## Schriften
- Die Umwandlung der Höheren Fachschulen für Sozialarbeit und Sozialpädagogik in den Fachhochschulbereich, in: Unsere Jugend 1971, S. 247–253
- Sozialarbeit und Suchterkrankung, Freiburg/Br. 1973
- Katholischer Männerfürsorgeverein München e. V., München o. J.

## Weblink
- http://www.ksfh.de/files/Ehemalige/Zeit.pdf Kurzbiografie mit Foto